# Gérard Pradal
Gérard Pradal est un marin français puis auteur de bande dessinée sous le pseudonyme de Gépral ou de François Gépral, écrivant notamment la série Rémi Herphelin. Il est également rédacteur en chef du journal Pilote, puis directeur des studios Idéfix.

## Biographie

### Scénariste de bande dessinée
Gérard Pradal est d'abord marin, officier de la marine marchande. Œuvrant ensuite pour la bande dessinée, il commence par écrire des scénarios de récits complets. Il prend la suite d'André Fernez pour le scénario de Jack de Minuit, publié en 1963 dans Record, avec des dessins de Francisco Hidalgo,.
Pradal collabore aussi pour le journal Pilote. Il y écrit à partir de 1963-1964 des textes rédactionnels avec pour principaux sujets la Marine française et ses navires, le sport, le scoutisme. Son premier récit complet y est publié en 1965.
Toujours pour Pilote, il écrit ensuite la série Rémi Herphelin, avec des dessins de Florenci Clavé,. C'est l'histoire d'un jeune officier de la Marine française. Il en écrit sept récits « à suivre » de 14 à 23 pages, et onze récits complets, soit dix-huit épisodes, qui paraissent dans Pilote et dans Super Pocket Pilote de 1966 à 1970. Cette série est la seule dont il est l'initiateur des scénarios,. Ses scénarios sont qualifiés de « traditionnels ».

### Rédacteur en chef
Il est secrétaire de la rédaction puis rédacteur en chef de Pilote, à la suite de René Goscinny qui s'efface après Mai 1968 et laisse la place au duo Pradal-Jean-Michel Charlier. Pradal cherche alors à démarquer le journal Pilote de la presse enfantine. Mais il ne semble pas être l'homme de la situation. Son rôle de rédacteur en chef est mal ressenti par Gérald Frydman qui lui reproche de desservir sa série Jessie Jane qu'il n'aime pas, par Richard Peyzaret (F'murr) qui le trouve plus fonctionnaire que rédacteur en chef, et par Marcel Gotlib qui lui reproche son manque de compréhension de sa surcharge de travail. Dans les bandes dessinées de Gotlib ou de Greg (Achille Talon) il est souvent représenté dans la rédaction du journal Polite avec une tête débordant du cadre.
Pradal est ensuite directeur des studios Idéfix, dans le 17e arrondissement de Paris.
Gérard Pradal quitte ensuite la bande dessinée et devient libraire à Grenade-sur-l'Adour dont il est maire de 1983 à 1989.